# 1004 (numero)
Millequattro (1004) è il numero naturale dopo il 1003 e prima del 1005.

## Proprietà matematiche
- È un numero pari.
- È un numero composto con 6 divisori: 1, 2, 4, 251, 502, 1004. Poiché la somma dei suoi divisori (escluso il numero stesso) è 760 < 1004, è un numero difettivo.
- È un numero odioso.
- È parte delle terne pitagoriche (753, 1004, 1255), (1004, 62997, 63005), (1004, 126000, 126004), (1004, 252003, 252005).

## Astronomia
- 1004 Belopolskya è un asteroide della fascia principale del sistema solare.